# Antoni Lloret i Orriols
Antoni Lloret i Orriols (Barcelona, Catalunya, 1935) és un científic i escriptor català. Estudià al Liceu francès i es doctorà en Ciències Físiques a la Facultat de Ciències de la Universitat de Barcelona el 1963 i a la Universitat de París, La Sorbona el 1964. La seva mare, Maria Dolors Orriols i Monset, va ser una escriptora catalana d'anomenada.
Ha treballat a la recerca científica en tres grans camps:
- La recerca experimental fonamental en el camp de la física nuclear de les altes energies (1959- 1977)
- La recerca experimental aplicada en el camp de la física del sòlid (semiconductors per a l'optoelectrònica i energia fotovoltaica) i físico-química de plasmes freds (1977-1990)
- La recerca de demostració de les aplicacions de conversió energètica de l'energia solar fotovoltaica. Industrialització fotovoltaica. (1990-)

Alhora de les activitats de recerca, ha estat col·laborador des del 1975, del GSIEN ("Groupement des scientifiques pour l'information sur l'énergie nucléaire"), un equip independent d'investigadors del CNRS, format per físics, enginyers, biòlegs, etc., que estudia i informa sobre els problemes que origina la indústria electronuclear en el món.

## Recerca

### La recerca experimental fonamental en el camp de la física nuclear de les altes energies (1959- 1977)
L'any 1959, gràcies a una beca del govern francès, comença a treballar al laboratori de física del professor Leprince-Ringuet, a l'École Polytechnique de París que es dedica a la recerca experimental de la física nuclear de les altes energies. L'any 1960, ingressa al "Centre National de la Recherche Scientifique" (CNRS).
El 1967, és reclamat, gràcies al prestigi assolit i a proposta del director general del CERN, pel president de la "Junta de Energía Nuclear de Madrid" per organitzar i dirigir un nou laboratori a Madrid que col·labori amb el CERN de Ginebra. Però, dos anys després, el Govern espanyol pren la decisió d'abandonar el CERN i, en desacord amb la nova situació i davant el difícil context polític, torna a França.
Des del 1969 fins al 1974, treballa al Centre de Recherches Nucléaires d'Estrasburg i des del 1974 fins al 1976, al CERN a Ginebra.
El 1977 abandona la recerca de les altes energies deixant un llegat molt important de publicacions per dedicar-se a la de la física del sòlid i plasmes freds de dipòsit i les seves aplicacions per a la conversió de l'energia solar fotovoltaica.

### La recerca experimental aplicada en el camp de la física del sòlid (semiconductors per a l'optoelectrònica i energia fotovoltaica) i físico-química de plasmes freds (1977-1990)
Nomenat Director de Recerca del "Centre National de la Recherche Scientifique" (CNRS).
El 1978, amb dos altres investigadors, fundà el "Laboratoire de Physique des Interfaces et des Couches Minces" (LPICM) a "l'Ecole Polytechnique de Palaiseau" que es dedica a la síntesi de nous semiconductors en capa prima utilitzables per a convertir la radiació solar en electricitat.
Col·labora amb l'empresa industrial fotovoltaica SOLEMS de Palaiseau i PST de Putzbrun (Munich) en qualitat de conseller científic.
Participa en 5 projectes de recerca de la Delegació General XII (DGXII) de la CE.
La construcció original d'un gran reactor radiofreqüència (ARCAM) per sintetitzar nous semiconductors i els treballs realitzats en el camp de les cèl·lules fotovoltaiques amb silici de capa prima, són considerats de gran importància.
El treball més rellevant, a nivell internacional, és la primera observació mundial de radicals neutres i les seves reaccions moleculars en un plasma de silà, emprant una matriu d'argó sòlid. Constitueixen les primeres mesures de les reaccions de radicals neutres .

### La recerca de demostració de les aplicacions de conversió energètica de l'energia solar fotovoltaica. Industrialització fotovoltaica. (1990-)
L'any 1990, proposa integrar sistemes fotovoltaics en els edificis, connectant-los a la xarxa elèctrica. L'any 1992, obté un contracte Joule amb la Comissió Europea (CE) que li permet de realitzar la Biblioteca Pública Pompeu Fabra de Mataró que, amb les seves característiques multifuncionals (els mòduls fotovoltaics generen energia tèrmica i elèctrica, posseeixen una semitransparència que permet una il·luminació natural i ofereixen un aïllament acústic), esdevé el primer prototipus mundial d'edifici sostenible (Ref. Madanjeet Singh. The Timeless Energy of the Sun. UNESCO 1998).
Per tal de mantenir l'experiència obtinguda en aquesta realització funda l'empresa TFM actualment a Montcada i Reixac.
La seva competència i reconeixement internacional li permeten una nova reorientació en el camp de l'energia fotovoltaica.
Participa a 10 projectes de la CE (Joule, Apas, Brite-Euram, Thermie, i DGTREN) dels que en coordina 5. El darrer, el projecte SARA ha rebut un premi de la “Campanya Energia sostenible a Europa” (Brussel·les 2008). En el marc d'aquestes responsabilitats ha construït a Catalunya diversos sistemes fotovoltaics integrats en els edificis de l'Ajuntament de Barcelona, del Museu “mNACTEC” de Terrassa, de la biblioteca pública de Santa Coloma de Gramenet, i de les Universitats de Girona, de Tarragona, de les Illes Balears i de la Facultat de Física i Química de la UB (l'Atri Solar).
El 1998, crea un pol Euroregional de recerca sobre els sistemes de conversió de l'energia solar anomenat GESP amb seu en el Parc Científic de la Universitat de Barcelona. En aquest pol, que reuneix laboratoris de recerca fotovoltaica del Languedoc-Roussillon, Midi-Pyrénées i Catalunya; tots amb el suport de les tres administracions, hi té un paper important el "Laboratoire d'Analyse et d'Architecture des Systèmes du CNRS" de Tolosa. La UB anomena el Dr. Antoni Lloret professor convidat, cosa que li permet dirigir el GESP fins a la seva jubilació el 2005 i coordinar així els projectes catalans de la CE ja esmentats.

## Vinculació amb Catalunya
En el marc de la recerca sobre la física del sòlid en capa prima i dels plasmes fred de dipòsit, inicia, a partir del 1978, una fructuosa col·laboració amb l'equip del professor J.L. Morenza del Laboratori de Física Aplicada de la Facultat de Física de la UB que culmunirà amb la creació del laboratori de física de capa prima d'aquest departament.
L'any 1979, un accident a la Central nuclear de Harrisburg causa un gran impacte mundial i la pressió pública per esbrinar el que realment havia passat va esdevenir molt forta. El Consell Executiu de la Generalitat de Catalunya li demana, com a expert independent, anar als Estats Units a fi de redactar un informe sobre l'accident nuclear. Posteriorment, també va ser consultat per una comissió del Parlament de Catalunya i una altra del Parlament Espanyol que investigaven la seguretat de la Central Nuclear d'Ascó.
Ha participat durant molts anys a la Universitat Catalana d'Estiu de Prada de Conflent.
Ha publicat diversos llibres en llengua catalana. Un dels més importants és el seu Diccionari de l'àtom, Edicions 62 (1976). Aquesta obra ha suposat un avenç importantíssim en la normalització de la nostra llengua. El mateix professor Enric Casassas, en el pròleg, considera l'obra d'Antoni Lloret com un segon pas després de l'obra de Pompeu Fabra, en el sentit que ha contribuït a recuperar un vocabulari científic en català.
L'any 1973, va signar amb el doctor Casassas i altres científics el manifest de Prada “El català, llengua d'expressió científica”.
En paraules seves "M’interessava escriure en català, llengua que volia perfeccionar i amb la qual continuadament ensopegava davant de dificultats de terminologia pel que fa a la ciència moderna"
Actualment, és membre corresponent de l'Institut d'Estudis Catalans des del 1992, membre del Consell Municipal de Medi Ambient i Sostenibilitat de l'Ajuntament de Barcelona i ha estat conseller del Consell Assessor pel Desenvolupament Sostenible de la Generalitat de Catalunya (CADS).

## Publicacions i llibres
És autor, a més dels seus treballs científics (> 100), de llibres de caràcter científic i de creació literària, publicats en català, castellà, francès i anglès.
Llibres de caràcter científic:
- Dictionnaire de l'Atome. (amb P. Musset) Librairie Larousse. Paris (1964). (303 pàgines)
- Pequeño Larousse de Ciencias y Técnicas (amb Tomás de Galiana i A. Mikszath) (1056 pàgines) Editorial Larousse. Paris (1967). (1056 pàgines)
- The Atom (amb P. Musset). Prefaci de J.J. Thomson, premi Nobel. Collins. London (1968)
- Física pop (Una expedició al microcosmos)Edicions 62. Barcelona (1973)
- Diccionari de la Ciència i Tecnología Nuclears (316 pàgines)Edicions 62. Barcelona (1978)
- Energia solar Fotovoltaica. Células de Silicio Amorfo. Boixareu editores. Barcelona (1982)
- Per què les coses són com són. Museu de la Ciència de Barcelona. Ed. Catalana (1981). 2a edició catalana, Ed. La Magrana, Barcelona (1994)
- Por qué las cosas son como son. Museu de la Ciència de Barcelona Ed. Castellana (1982).
- The little story of the Pompeu Fabra Library, Mataró. Edit. Mediterranea, Barcelona. Ed. Anglesa, Castellana i Catalana (1996).
- The little story of the photovoltaic roof of the Barcelona Municipality. Edit. Mediterranea, Barcelona. Ed. Anglesa, Castellana i Catalana (2001).
- La producció industrial de cèl·lules fotovoltaiques de silici. - A. Lloret, coordinador. Ecotècnia, ICAEN Barcelona, 2007.

Llibres de creació literària:
- Micmac. Barcelona, Edicions de la Magrana, 1993. (La negra, 50). Novel·la escrita conjuntament amb Jaume Fuster.
- El Cafè Metropol. Barcelona, Edicions de la Magrana, 1999. Premi 1999 de Literatura Científica de la Fundació Catalana de la Recerca.
- LA-BCN, 2010, no publicat,
- Max i Odile; Rao i Passio. Pagès editors, 2015
- T'estimo fins al sacrfici. 2017, no publicat

## Premis
La seva tasca professional ha estat guardonada amb diversos premis:
- L'any 1995 rep el premi de la CE al millor treball de recerca presentat a la "13th European Photovoltaic Solar Energy Conference of Nice".
- L'any 1999 rep el Premi de Literatura Científica de la Fundació Catalana per a la Recerca, per la seva obra “El Cafè Metropol”.
- Premi Mediterrània 2001 per la seva contribució a la protecció del medi ambient.
- Premi Atlas 2003 per la seva contribució a la protecció del medi ambient.
- Medalla Narcís Monturiol 2004 de la Generalitat de Catalunya per la valuosa recerca sobre les cèl·lules solars, el desenvolupament de l'energia fotovoltaica integrada en edificis i per la seva continuada vinculació amb el país.
- Creu de Sant Jordi 2008

## Divulgació
L'any 1960 va participar al programa 'La Ciencia al Día': Física corpuscular de las altas energías de Radio París. Aquest programa va tractar sobre Física Corpuscular de les Altes Energies, amb un tractament del tema a nivell divulgatiu relativament assequible, segurament orientada als universitaris. Es poden escoltar les gravacions gràcies al projecte "Devuélveme la voz" de la Universitat d'Alacant.

## Llegat
El fons Antoni Lloret consta de documents cedits a la Universitat Autònoma de Barcelona gràcies a la mediació de Xavier Roqué (Centre d'Història de la Ciència i Departament de Filosofia, UAB). Els documents estan datats entre 1968 i 1970 i corresponen a l'etapa de Lloret com a director del Grupo Experimental de Altas Energías de la Junta de Energía Nuclear. Els documents aporten informació molt rellevant per analitzar la primera etapa d'Espanya al CERN (Organització Europea d'Investigació Nuclear), inclosos els dossiers de premsa elaborats per la Junta de Energía Nuclear quan es negociava la continuïtat d'Espanya a l'organització. Aquest fons s'ha digitalitzat i és consultable al Dipòsit Digital de Documents del Servei de biblioteques de la UAB.
La Biblioteca de Ciència i Tecnologia de la UAB va organitzar al març de 2019 una exposició on es relacionen els documents d'aquest fons amb la política científica espanyola en l'àmbit de la física durant els anys 50 i 60.